# Kauri
|  | Si cerqueu altres usos, vegeu Kauri (desambiguació). |

Kauri fou el nom que els urartians donaren a la regió de Gaurek, entre Kharpurt i Malatya, a la Sofena, a l'est de Xupa. És probablement la regió també esmentada com a Kharda (del que deriva Kharpurt).